# Tang Lingsheng
Tang Lingsheng (10 de janeiro de 1971, em Lingui) é um ex-halterofilista chinês.
Tang Lingsheng definiu um recorde mundial no total combinado (arranque+arremesso) nos Jogos Olímpicos de Atlanta, em 21 de julho de 1996 — 307,5 kg (137,5+170), na categoria até 59 kg.
Quadro de resultados
| Ano  | Competição                | Lugar     | Total    | Posição | Arranque | Posição | Arremesso | Posição | Classe de peso |
| ---- | ------------------------- | --------- | -------- | ------- | -------- | ------- | --------- | ------- | -------------- |
| 1990 | Campeonato Mundial Júnior | Sarajevo  | 245 kg   | 5.      | 112,5 kg | 5.      | 132,5 kg  | 5.      | –56 kg         |
| 1993 | Campeonato Mundial        | Melbourne | 292,5 kg | 3.      | 130 kg   | 5.      | 162,5 kg  | 3.      | –59 kg         |
| 1994 | Campeonato Mundial        | Istambul  | 285 kg   | 6.      | 125 kg   | 8.      | 160 kg    | 3.      | –59 kg         |
| 1994 | Jogos Asiáticos           | Hiroshima |          | 2.      |          |         |           |         | –59 kg         |
| 1995 | Campeonato Asiático       | Busan     |          | 1.      |          |         |           |         | –59 kg         |
| 1995 | Campeonato Mundial        | Guangzhou | 292,5 kg | 5.      | 125 kg   | 9.      | 167,5 kg  | 1.      | –59 kg         |
| 1996 | Jogos Olímpicos *         | Atlanta   | 307,5 kg | 1.      | 137,5 kg |         | 170 kg    |         | –59 kg         |

* Nos Jogos Olímpicos as medalhas são dadas somente para o total combinado